# 膝枕

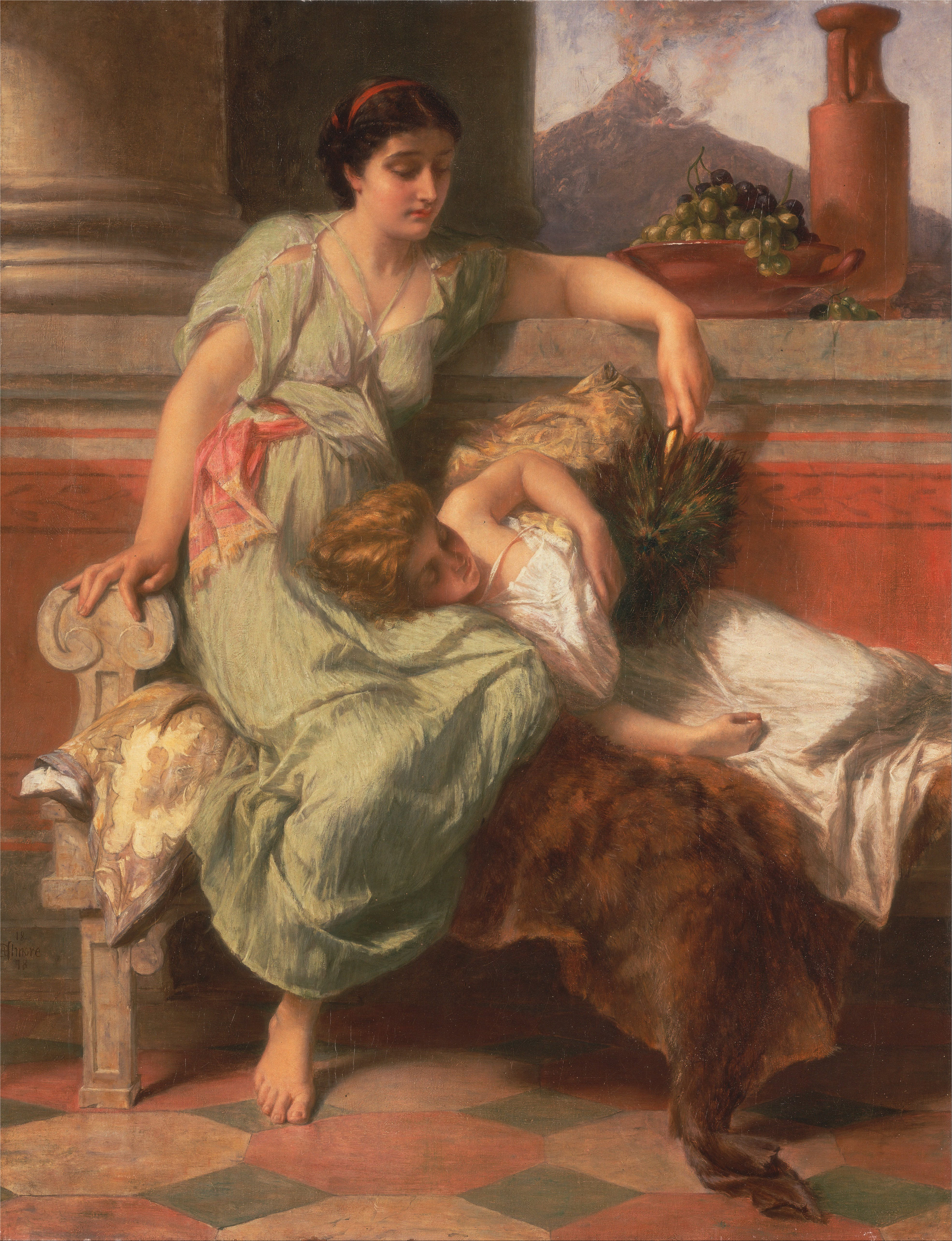
『ポンペイ』/アルフレッド・エルモア、1878年

膝枕（ひざまくら）とは、人の膝に頭を乗せて体を横にすること又はその体勢をいう。ただし、実際には膝というよりも腿の部位にあたる。
膝を枕代わりにする例の記述は、『万葉集』巻第五・810番の歌にも見られる。膝を枕のように用いることから名付けられたと考えられる。なお、長椅子やベッドに腰掛けている場合は正座のような膝を折る行為は必要でなく、座っているままの体勢で膝枕が可能となる。

## 親愛の表現

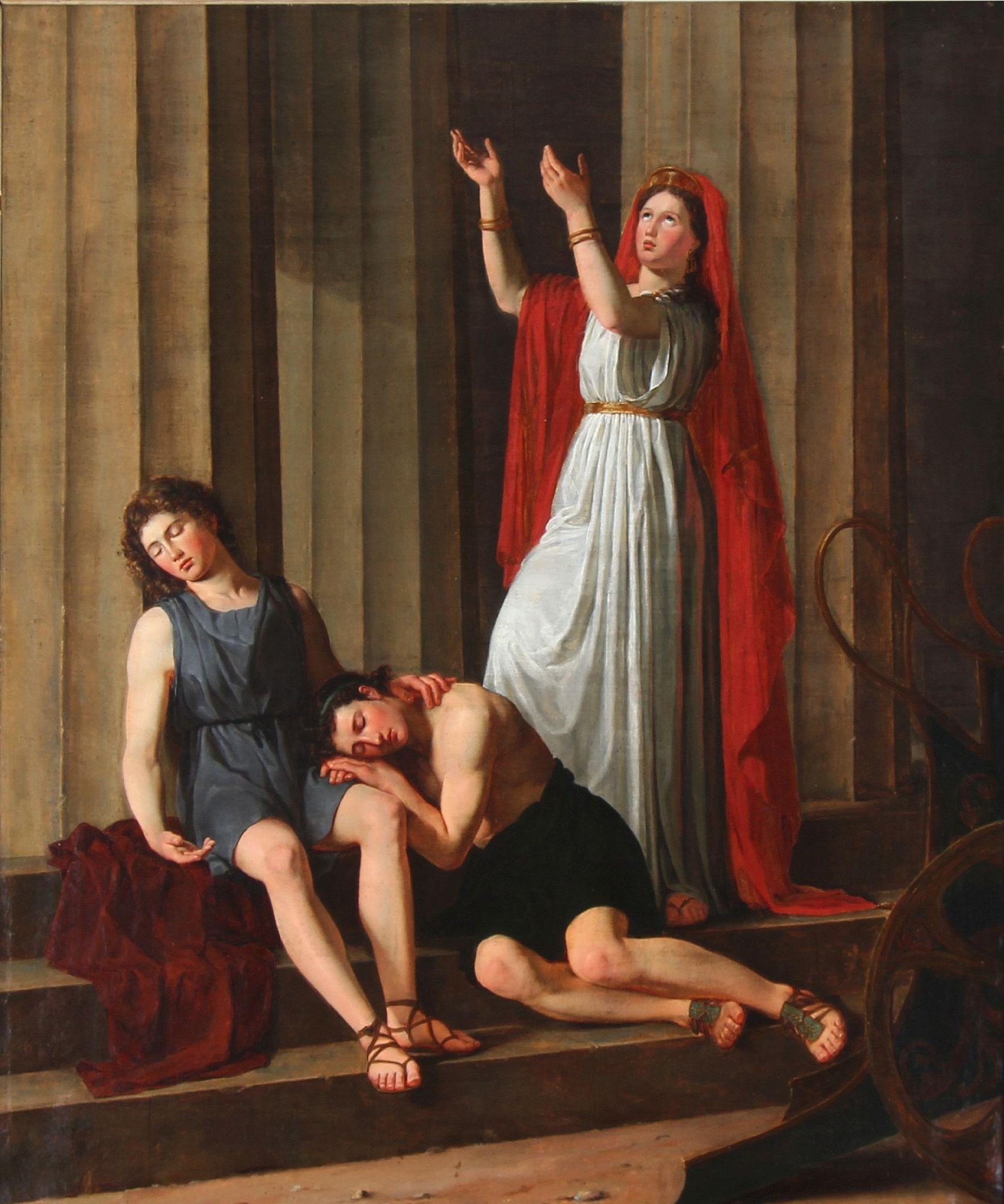
頭をのせる男性
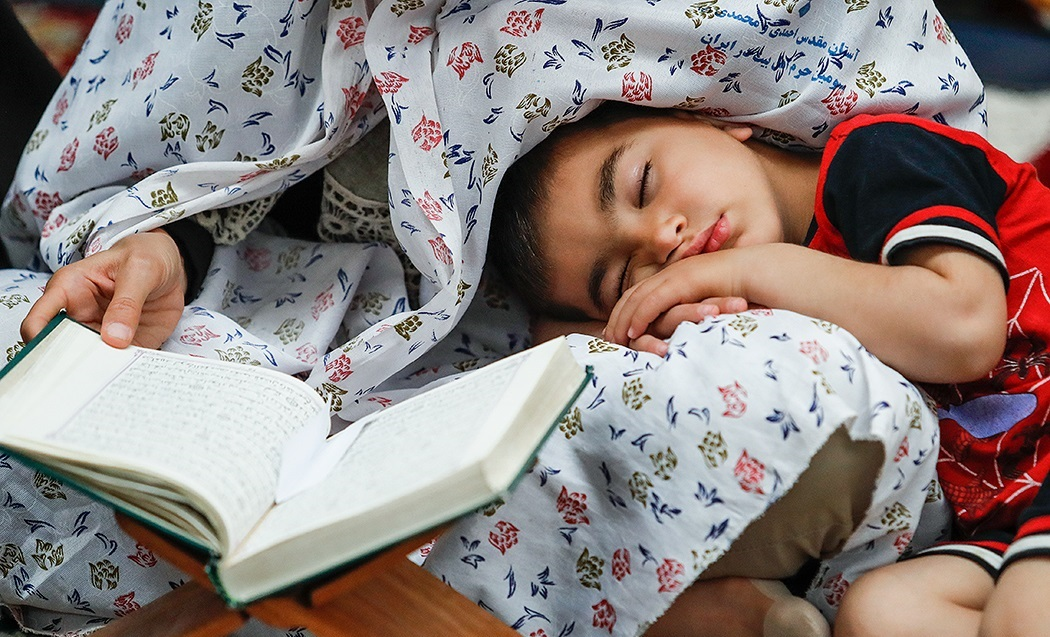
頭をのせる子供

この体勢を取ると必然的にその2人は接触することになり、無防備な体勢となるため、お互いに心を許しているとみなされる。愛情表現として、主に女性が膝枕をし、男性がそこに頭を乗せ横になる場合が多いとされているが、当然逆の場合もある。また、友人間、同性間、親子などの家族間で行われることもあり、その場合は親愛の表現となり、性的な意味合いは含まれない。
また、擬似的に膝枕を体感できるよう女性の正座した下半身を模した枕が販売されている。

## 耳掻き
頭部が安定し耳の穴に接触しやすいことから、他者による耳掻きの際にもこの体勢が取られることがある。このかたちでの耳掻きは一般には家族、恋人間など親密な関係でのみ行われるが、女性スタッフが膝枕をしながら耳掻きサービス等を提供する「耳かき専門店」なる業態も現れている。